# Parodius (serie)

Schermata del primo Parodius

Parodius è una serie di videogiochi prodotta dalla Konami a partire dal 1988, anno in cui fu sviluppato il primo titolo della serie, Parodius, per lo home computer MSX.
La particolarità di questa serie è quella di essere uno dei primi casi di autoparodia nel mondo dei videogiochi. Il titolo stesso si rifà infatti a una celebre serie di sparatutto a scorrimento orizzontale della stessa Konami, Gradius, nata nel 1985 con la comparsa dell'omonimo titolo nelle sale giochi giapponesi, e si contraddistingue per un umorismo demenziale e citazionista tipicamente nipponico.

## Caratteristiche
I giochi della serie Parodius seguono a grandi linee la trama di Gradius e dei suoi numerosi successori: il malvagio impero galattico di Bacterion minaccia l'intero universo e la navicella spaziale Vic Viper ancora una volta deve procedere alla guerra contro le forze extraterrestri. Ciò che cambia radicalmente rispetto alla serie "normale" è l'impatto visivo e sonoro sul giocatore: al posto delle canoniche astronavi, torrette, installazioni militari e brulle distese planetarie il giocatore è accolto da una serie infinita di pinguini, api, granchi e altri simpatici animaletti e personaggi non meno letali delle loro controparti "serie", il tutto situato in ambientazioni molto giocose e colorate quali un circo, un luna park, una distesa di dolciumi, una sala da ballo ecc.
L'elemento più forte di parodia è dato dalle numerosissime rivisitazioni in chiave comica e demenziale di svariate situazioni tipiche della saga di Gradius: si possono ricordare ad esempio le eruzioni vulcaniche (qui risolte con vulcani dal volto sorridente che eruttano melanzane), le astronavi di grossa taglia che devono essere colpite nel nucleo per poter essere distrutte, la Boss Rush (l'attacco in sequenza di numerosi boss di fine livello) o la minaccia costituita dai moai, le famose teste dell'isola di Pasqua che nella saga di Gradius assumono carattere di ostacoli. Ci sono inoltre citazioni nei confronti di altri sparatutto della Konami e persino di altre software house; il quarto gioco della serie, Jikkyō Oshaberi Parodius, è un tributo a svariate serie Konami.
L'elemento di continuità con i giochi della serie Gradius è dato dalla presenza di Vic Viper tra i personaggi selezionabili all'inizio della partita; per non tradire il carattere leggero e comico di Parodius, però, essa è stata ridisegnata in stile "super deformed". Tra gli altri personaggi selezionabili nel corso dei vari episodi di Parodius troviamo una miriade di personaggi creati ex novo o ripresi da altri giochi Konami, non solo shoot 'em-up.
Anche la parte uditiva contribuisce all'atmosfera di follia e spensieratezza che si respira per tutto il gioco. Esattamente come Stanley Kubrick aveva intuito che la musica classica era l'accompagnamento più adatto per la sua opera spaziale 2001: Odissea nello spazio, il Parodius Team responsabile dello sviluppo dei giochi della serie decide di adottare come colonna sonora dei livelli celeberrimi brani di musica classica, però riarrangiati in maniera molto particolare, tanto da renderli "buffi" e allegri; fanno parte della colonna sonora dei giochi anche remix di brani tratti dalla serie di Gradius o di brani di altri generi musicali tra cui jazz e disco music.

## Modalità di gioco
A livello di gameplay i giochi della serie Parodius sono esattamente analoghi ai vari capitoli di Gradius: sparatutto a scorrimento orizzontale caratterizzati da elevata difficoltà e da un sistema di potenziamento progressivo degli armamenti, con la tipica barra dei power-up in fondo allo schermo. Tuttavia, questi giochi accolgono un ulteriore elemento di gioco, ripreso da un'altra serie di sparatutto comici della Konami, TwinBee, iniziata nel 1985 con l'omonimo titolo. In Twinbee, tra i bonus vi sono una serie di campane che se colpite cambiano colore, e il cui colore indica una serie di diversi effetti, che spaziano dal semplice aumento di punteggio alla distruzione di tutti i nemici su schermo: queste campane ritornano, con gli effetti quasi immutati, in Parodius e nei suoi seguiti.

## Elenco dei giochi
Di seguito sono elencati i videogiochi della serie e tutti i sistemi per cui sono stati convertiti.
- Parodius (1988 - MSX, Nintendo Family Computer)
- Parodius DA! (1990 - arcade, Game Boy, Super Nintendo, NES, PC Engine, PlayStation, Saturn, Cellulari)
  - Parodius DA! DX (2004 - Cellulari della Konami Net DX)
- Gokujyō Parodius (1994 - arcade, Super Nintendo, PlayStation, Saturn)
- Jikkyō Oshaberi Parodius (1995 - Super Nintendo, PlayStation, Saturn)
- Sexy Parodius (1996 - arcade, PlayStation, Saturn)
- Paro Wars (1997 - PlayStation)
- Little Pirates (1998 - Pachislot)
- CR Parodius Da! (2000 - Pachinko)
- CR Saikoro Tin Douty (2004, Pachinko)
- CR Gokujyō Parodius (2006 - Pachinko)
- Gokuraku Parodius (2010 - Pachislot)

### Raccolte
- Parodius (1994 - PlayStation e Sega Saturn) è una raccolta contenente i primi due giochi arcade della serie, Parodius DA! e Gokujyō Parodius.
- Parodius Portable (2007 - PlayStation Portable) è una raccolta contenente i primi cinque giochi della serie (il primo dei quali è un remake aggiornato dell'originale Parodius per MSX e il quarto si basa sulla versione Forever With Me per PlayStation e Saturn).